# Liste der Nummer-eins-Hits in Japan (1997)
Die Liste der japanischen Nummer-eins-Hits enthält die Daten vom 1. Januar bis zum 31. Dezember 1997. Die letzte Woche im Jahr fällt mit der ersten Woche des neuen Jahres zusammen. Angegeben sind die Verkaufszahlen der jeweiligen Nummer eins in ihrer Woche. Alle Angaben basieren auf den offiziellen japanischen Charts von Oricon.

## Singles
| ← 1996 ← | Liste der Nummer-eins-Hits in Japan | Liste der Nummer-eins-Hits in Japan | Liste der Nummer-eins-Hits in Japan                           | 1998 →                    |
| \| Zeitraum \| Wo. ges. \| Interpret \| Titel Autor(en) \| Zusätzliche Informationen \| \| (Zeitraum, Wochen auf Platz eins, Interpret, Titel, Autor[en], zusätzliche Informationen) \| \| \| \| \| \| ----------------------------------------------------------------------------------------- \| -------- \| ------------------ \| ------------------------------------------------------------- \| ------------------------- \| \| 23. Dezember 1996 – 12. Januar 1997 3 Wochen (insgesamt 4) \| 4 \| Miki Imai \| PRIDE \| – \| \| 13. Januar 1997 – 19. Januar 1997 1 Woche \| 1 \| TK Presents Konet \| YOU ARE THE ONE \| – \| \| 20. Januar 1997 – 26. Januar 1997 1 Woche \| 1 \| Zard \| Don't you see! \| – \| \| 27. Januar 1997 – 2. Februar 1997 1 Woche \| 1 \| Globe \| FACE \| – \| \| 3. Februar 1997 – 9. Februar 1997 1 Woche \| 1 \| V6/Coming Century \| Ai nanda/LOOKIN' FOR MY DREAM \| – \| \| 10. Februar 1997 – 16. Februar 1997 1 Woche \| 1 \| Spitz \| Scarlet \| – \| \| 17. Februar 1997 – 2. März 1997 2 Wochen \| 2 \| Mr. Children \| Everything (It's you) \| – \| \| 3. März 1997 – 16. März 1997 2 Wochen \| 2 \| Namie Amuro \| CAN YOU CELEBRATE? Tetsuya Komuro \| – \| \| 17. März 1997 – 23. März 1997 1 Woche \| 1 \| B’z \| FIREBALL Koshi Inaba, Tak Matsumoto \| – \| \| 24. März 1997 – 6. April 1997 2 Wochen \| 2 \| PUFFY \| Circuit no musume \| – \| \| 7. April 1997 – 13. April 1997 1 Woche \| 1 \| Speed \| Go! Go! Heaven \| – \| \| 14. April 1997 – 20. April 1997 1 Woche \| 1 \| V6/Coming Century \| Honki ga ippai/KISS YOU, KISS ME \| – \| \| 21. April 1997 – 27. April 1997 1 Woche \| 1 \| MAX \| Give me a Shake \| – \| \| 28. April 1997 – 4. Mai 1997 1 Woche \| 1 \| PUFFY \| Nagisa ni matsuwaru Et Cetera \| – \| \| 5. Mai 1997 – 25. Mai 1997 3 Wochen \| 3 \| Tomomi Kahara \| Hate tell a lie \| – \| \| 26. Mai 1997 – 1. Juni 1997 1 Woche \| 1 \| Glay \| Kuchibiru \| – \| \| 2. Juni 1997 – 15. Juni 1997 2 Wochen \| 2 \| Namie Amuro \| How to be a Girl Tetsuya Komuro, MARC \| – \| \| 16. Juni 1997 – 22. Juni 1997 1 Woche (insgesamt 2) \| 2 \| Every Little Thing \| For the moment \| – \| \| 23. Juni 1997 – 29. Juni 1997 1 Woche \| 1 \| Moon Child \| ESCAPE \| – \| \| 30. Juni 1997 – 6. Juli 1997 1 Woche (insgesamt 2) \| 2 \| Every Little Thing \| For the moment \| – \| \| 7. Juli 1997 – 13. Juli 1997 1 Woche \| 1 \| Ryōko Hirose \| Daisuki! \| – \| \| 14. Juli 1997 – 21. Juli 1997 1 Woche \| 1 \| Tomomi Kahara \| LOVE IS ALL MUSIC \| – \| \| 22. Juli 1997 – 27. Juli 1997 1 Woche \| 1 \| B’z \| Calling Koshi Inaba, Tak Matsumoto \| – \| \| 28. Juli 1997 – 17. August 1997 3 Wochen \| 3 \| KinKi Kids \| Glass no shōnen \| – \| \| 18. August 1997 – 31. August 1997 2 Wochen (insgesamt 5) \| 5 \| Glay \| HOWEVER \| – \| \| 1. September 1997 – 7. September 1997 1 Woche \| 1 \| Zard \| Eien \| – \| \| 6. September 1997 – 27. September 1997 3 Wochen (insgesamt 5) \| 5 \| Glay \| HOWEVER \| – \| \| 28. September 1997 – 5. Oktober 1997 2 Wochen \| 2 \| Tomomi Kahara \| Tanoshiku tanoshiku yasashiku ne \| – \| \| 6. Oktober 1997 – 19. Oktober 1997 2 Wochen \| 2 \| Elton John \| Candle in the Wind ’97 Musik: Elton John; Text: Bernie Taupin \| – \| \| 20. Oktober 1997 – 26. Oktober 1997 1 Woche \| 1 \| B’z \| Liar! Liar! Tak Matsumoto, Koshi Inaba \| – \| \| 27. Oktober 1997 – 2. November 1997 1 Woche (insgesamt 2) \| 2 \| Speed \| White Love \| – \| \| 3. November 1997 – 9. November 1997 1 Woche \| 1 \| T.M. Revolution \| WHITE BREATH \| – \| \| 10. November 1997 – 17. November 1997 1 Woche (insgesamt 2) \| 2 \| Speed \| White Love \| – \| \| 18. November 1997 – 23. November 1997 1 Woche \| 1 \| V6/Coming Century \| GENERATION GAP/EXIT \| – \| \| 24. November 1997 – 7. Dezember 1997 2 Wochen (insgesamt 5) \| 5 \| KinKi Kids \| Ai sareru yori aishitai \| – \| \| 8. Dezember 1997 – 14. Dezember 1997 1 Woche (insgesamt 5) \| 5 \| Namie Amuro \| Dreaming I was dreaming \| – \| \| 15. Dezember 1997 – 21. Dezember 1997 1 Woche (insgesamt 5) \| 5 \| Shazna \| White Silent Night/SHELLY \| – \| \| 22. Dezember 1997 – 11. Januar 1998 3 Wochen (insgesamt 5) \| 5 \| KinKi Kids \| Ai sareru yori aishitai \| – \| |                                     |                                     |                                                               |                           |
| ← 1996 |                                     |                                     |                                                               | → 1998 →                  |
| Zeitraum | Wo. ges.                            | Interpret                           | Titel Autor(en)                                               | Zusätzliche Informationen |
| (Zeitraum, Wochen auf Platz eins, Interpret, Titel, Autor[en], zusätzliche Informationen) |                                     |                                     |                                                               |                           |
| 23. Dezember 1996 – 12. Januar 1997 3 Wochen (insgesamt 4) | 4                                   | Miki Imai                           | PRIDE                                                         | –                         |
| 13. Januar 1997 – 19. Januar 1997 1 Woche | 1                                   | TK Presents Konet                   | YOU ARE THE ONE                                               | –                         |
| 20. Januar 1997 – 26. Januar 1997 1 Woche | 1                                   | Zard                                | Don't you see!                                                | –                         |
| 27. Januar 1997 – 2. Februar 1997 1 Woche | 1                                   | Globe                               | FACE                                                          | –                         |
| 3. Februar 1997 – 9. Februar 1997 1 Woche | 1                                   | V6/Coming Century                   | Ai nanda/LOOKIN' FOR MY DREAM                                 | –                         |
| 10. Februar 1997 – 16. Februar 1997 1 Woche | 1                                   | Spitz                               | Scarlet                                                       | –                         |
| 17. Februar 1997 – 2. März 1997 2 Wochen | 2                                   | Mr. Children                        | Everything (It's you)                                         | –                         |
| 3. März 1997 – 16. März 1997 2 Wochen | 2                                   | Namie Amuro                         | CAN YOU CELEBRATE? Tetsuya Komuro                             | –                         |
| 17. März 1997 – 23. März 1997 1 Woche | 1                                   | B’z                                 | FIREBALL Koshi Inaba, Tak Matsumoto                           | –                         |
| 24. März 1997 – 6. April 1997 2 Wochen | 2                                   | PUFFY                               | Circuit no musume                                             | –                         |
| 7. April 1997 – 13. April 1997 1 Woche | 1                                   | Speed                               | Go! Go! Heaven                                                | –                         |
| 14. April 1997 – 20. April 1997 1 Woche | 1                                   | V6/Coming Century                   | Honki ga ippai/KISS YOU, KISS ME                              | –                         |
| 21. April 1997 – 27. April 1997 1 Woche | 1                                   | MAX                                 | Give me a Shake                                               | –                         |
| 28. April 1997 – 4. Mai 1997 1 Woche | 1                                   | PUFFY                               | Nagisa ni matsuwaru Et Cetera                                 | –                         |
| 5. Mai 1997 – 25. Mai 1997 3 Wochen | 3                                   | Tomomi Kahara                       | Hate tell a lie                                               | –                         |
| 26. Mai 1997 – 1. Juni 1997 1 Woche | 1                                   | Glay                                | Kuchibiru                                                     | –                         |
| 2. Juni 1997 – 15. Juni 1997 2 Wochen | 2                                   | Namie Amuro                         | How to be a Girl Tetsuya Komuro, MARC                         | –                         |
| 16. Juni 1997 – 22. Juni 1997 1 Woche (insgesamt 2) | 2                                   | Every Little Thing                  | For the moment                                                | –                         |
| 23. Juni 1997 – 29. Juni 1997 1 Woche | 1                                   | Moon Child                          | ESCAPE                                                        | –                         |
| 30. Juni 1997 – 6. Juli 1997 1 Woche (insgesamt 2) | 2                                   | Every Little Thing                  | For the moment                                                | –                         |
| 7. Juli 1997 – 13. Juli 1997 1 Woche | 1                                   | Ryōko Hirose                        | Daisuki!                                                      | –                         |
| 14. Juli 1997 – 21. Juli 1997 1 Woche | 1                                   | Tomomi Kahara                       | LOVE IS ALL MUSIC                                             | –                         |
| 22. Juli 1997 – 27. Juli 1997 1 Woche | 1                                   | B’z                                 | Calling Koshi Inaba, Tak Matsumoto                            | –                         |
| 28. Juli 1997 – 17. August 1997 3 Wochen | 3                                   | KinKi Kids                          | Glass no shōnen                                               | –                         |
| 18. August 1997 – 31. August 1997 2 Wochen (insgesamt 5) | 5                                   | Glay                                | HOWEVER                                                       | –                         |
| 1. September 1997 – 7. September 1997 1 Woche | 1                                   | Zard                                | Eien                                                          | –                         |
| 6. September 1997 – 27. September 1997 3 Wochen (insgesamt 5) | 5                                   | Glay                                | HOWEVER                                                       | –                         |
| 28. September 1997 – 5. Oktober 1997 2 Wochen | 2                                   | Tomomi Kahara                       | Tanoshiku tanoshiku yasashiku ne                              | –                         |
| 6. Oktober 1997 – 19. Oktober 1997 2 Wochen | 2                                   | Elton John                          | Candle in the Wind ’97 Musik: Elton John; Text: Bernie Taupin | –                         |
| 20. Oktober 1997 – 26. Oktober 1997 1 Woche | 1                                   | B’z                                 | Liar! Liar! Tak Matsumoto, Koshi Inaba                        | –                         |
| 27. Oktober 1997 – 2. November 1997 1 Woche (insgesamt 2) | 2                                   | Speed                               | White Love                                                    | –                         |
| 3. November 1997 – 9. November 1997 1 Woche | 1                                   | T.M. Revolution                     | WHITE BREATH                                                  | –                         |
| 10. November 1997 – 17. November 1997 1 Woche (insgesamt 2) | 2                                   | Speed                               | White Love                                                    | –                         |
| 18. November 1997 – 23. November 1997 1 Woche | 1                                   | V6/Coming Century                   | GENERATION GAP/EXIT                                           | –                         |
| 24. November 1997 – 7. Dezember 1997 2 Wochen (insgesamt 5) | 5                                   | KinKi Kids                          | Ai sareru yori aishitai                                       | –                         |
| 8. Dezember 1997 – 14. Dezember 1997 1 Woche (insgesamt 5) | 5                                   | Namie Amuro                         | Dreaming I was dreaming                                       | –                         |
| 15. Dezember 1997 – 21. Dezember 1997 1 Woche (insgesamt 5) | 5                                   | Shazna                              | White Silent Night/SHELLY                                     | –                         |
| 22. Dezember 1997 – 11. Januar 1998 3 Wochen (insgesamt 5) | 5                                   | KinKi Kids                          | Ai sareru yori aishitai                                       | –                         |